# Zvonimir Čilić
Zvonimir Čilić (Vitez, 1941.) je hrvatski novinar i publicist iz Bosne i Hercegovine.

## Životopis
Osim u rodnom Vitezu, školovao se u Ljubljani i Sarajevu gdje je završio studij socijalnog rada. Dragovoljac je Domovinskog rata.
Pisati je počeo 1960-ih za zagrebačke Sportske novosti, a zatim i Vjesnik. Od 1986. godine radio je za Slobodnu Dalmaciju, a od 2008. piše za Večernji list. Suradnik je lokalnog viteškog portala vitez.info. Osim navedenih medija, surađivao je s tjednicima Danas, Direkt i Horizont iz Mostara, bio je dopisnik HINA-e, Hrvatskog radija, dugogodišnji je suradnik radija Herceg.Bosne, a surađivao je i s radiopostajom Mir Međugorje i Hrvatskim radijom iz Geelonga u Australiji.
Osnivač je i prvi glavni urednik radiopostaje Vitez te mjesečnika Privrednik. Kroničar je i urednik godišnjaka Lašvanski ljetopis, te glavni urednik foto-monografije Svjetlost i nada – Bijeli put i bolnica u Novoj Biloj. Kao autor objavio je više publikacija i knjiga o sportu i povijesti viteškog kraja.
Živi i radi u Vitezu.

## Djela
(popis nepotpun)
- Volim Vitez, 2000. (suautor)
- Viteška ratna kronika, 2001. (ur. Anto Marjanović)
- Svjetlost i nada: bolnica u Novoj Biloj i Bijeli put, 2010.[3]
- 66 godina NK "Vitez", 2013. (sa Željkom Kocajom)
- Ljudi i vrijeme, zbirka objavljenih novinskih članaka, 2016.
- Vitez, grad i općina, 2018. (sa Srećkom Stipovićem i Željkom Kocajom)[4]